# فرقة الحمائم البيض
مجموعة الحمائم البيض هي مجموعة غنائية تونسية تؤدي الأغاني الملتزمة، ظهرت عام 1980. كانت تحيي حفلاتها في الأوسط الطالبية، وكانت قريبة من أوساط اليسار التونسي. وقد تراجعت مع تراجع الفرق الملتزمة في التسعينات، لتعود بعد ذلك باحتشام.
- عاصرت هذه الفرقة فرقا موسيقية أخرى من بينها عشاق الوطن والبحث الموسيقي والشمس الموسيقي.
- من الشعراء الذين غنت لهم الفرقة آدم فتحي حيث غنت فيما بين 1986 و1995 ست أغاني.

## من أغانيها
- علاء الدين والحلم
- لذة القلق
- صرخة العطش
- الشيخ الصغير،
- العركة
- عبور
- الحمائم البيض
- ماما إفريقيا
- هل تعرفون القتلى جميعا
- حكاية البيضة
- نجم الحرية
- السيرك

## وصلة خارجية
- موقع الحمائم البيض
- مدونة الحمائم البيض